# Zdenko Hans Skraup
Zdenko Hans Skraup (3 tháng 3 năm 1850 – 10 tháng 9 năm 1910) là nhà hóa học người Tiệp Khắc/Áo, đã phát hiện ra phản ứng Skraup, việc tổng hợp lần đầu quinoline.

## Cuộc đời và Sự nghiệp
Skraup sinh tại Praha, học tại trường Oberrealschule từ năm 1860 tới năm 1866 rồi theo học Đại học Kỹ thuật Praha từ năm 1866 tới 1871.
Sau khi làm phụ tá cho Heinrich Ludwig Buff gần một năm, ông chuyển sang làm việc ở một nhà máy làm đồ gốm sứ, rồi đổi sang làm ở xưởng đúc tiền ở Viên năm 1873.
Năm 1873, ông trở thành phụ tá của Rochleder, mặc dù được thăng chức trong việc làm cũ. Rochleder từ trần năm sau (1874) và Skraup vẫn tiếp tục làm việc với các người kế vị của Rochleder là Franz Schneider và Adolf Lieben.
Ông đậu bằng tiến sĩ ở Đại học Gießen ngày 17.3.1875, và hoàn tất habilitation ở Đại học Wien năm 1879. Nhưng bằng tiến sĩ của ông do một trường đại học Đức cấp, nên ông phải chờ tới năm 1881 mới được bổ nhiệm làm giáo sư ở Học viện Thương mại Wien.
Năm 1886 ông đổi sang Đại học Graz, rồi sang Đại học Wien năm 1906.
Ông từ trần ngày 10.9.1910 tại Wien.

## Giải thưởng
- 1886 Giải Lieben